# بیگانه‌سنگ

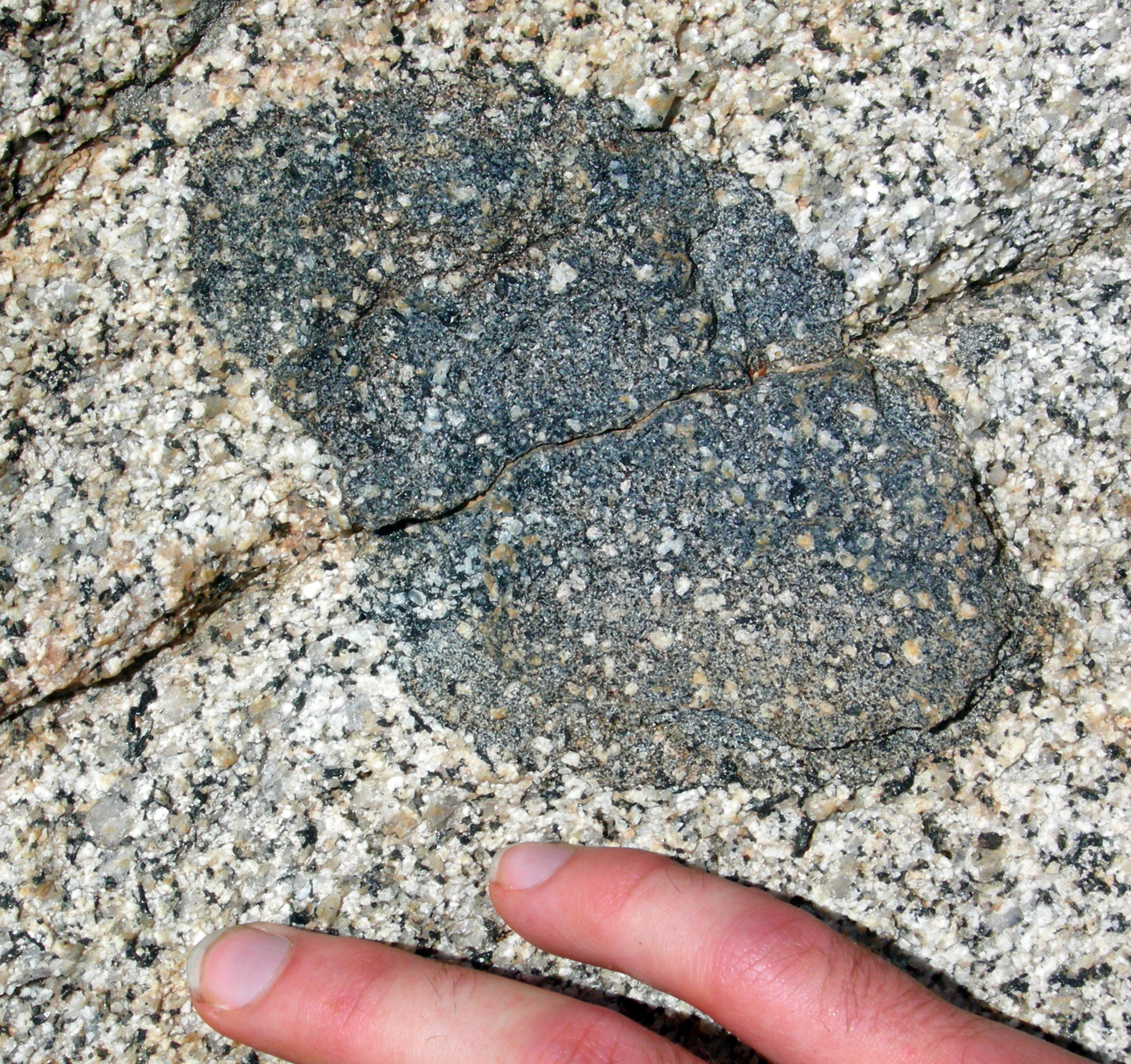
یک بیگانه‌سنگ از جنس گابرو در درون گرانیت. راک کریک کنیون، سیرا نوادا، کالیفرنیا.

بیگانه‌سنگ یا زینولیت (انگلیسی: xenolith) یک تکه‌سنگ است که درون یک سنگ دیگر به صورت میزبان قرار گرفته و دارای ترکیب کانی‌شناسی متفاوتی با سنگ مهمان مثل توده نفوذی آذرین دارد.
به تعریف دیگر، بیگانه‌سنگ قطعه‌ای از سنگ دیواره است در یک تودهٔ آذرین ژرف‌توده‌ای یا آتشفشانی.
بیگانه‌سنگ‌ها بیشتر قسمت سقفی یک توده نفوذی که درون مذاب می‌افتد را تشکیل می‌دهد. به دلیل اختلاف ترکیب سقف و مذاب، قسمت سقف به دلیل حرارت و شیمی خاص مذاب تغییر می‌کند. این دگرسانی شبیه به هاله مجاورتی توده‌های نفوذی است. در نتیجه بیگانه‌سنگ مشابه به اسکارن، فنولیت و… است.